# بنتيوم 2
 بنتيوم II  (بالإنجليزية: Pentium II)‏ هو معالج أنتجته شركة إنتل عام 1997 من عائلة معالجات أكس 86، وهو من معالجات الجيل السادس.
أول معالجات بنتوم II كانت تحمل أسم كلاماث وتعمل بسرعة 233,266 و300 ميغاهيرتز، وكانت مطبوعة على لوح بدقة 0,35 مايكرومتر.
وتعد أول جيل من المعالجات المقدمة على شكل بطاقة قابلة للتبديل على المجر 1 عادة.